# Zygoballus maculatipes
Zygoballus maculatipes är en spindelart som beskrevs av Alexander Petrunkevitch 1925. Zygoballus maculatipes ingår i släktet Zygoballus och familjen hoppspindlar. Inga underarter finns listade i Catalogue of Life.